# 宮崎県道440号高畑山本城線
宮崎県道440号高畑山本城線（みやざきけんどう440ごう たかはたやまほんじょうせん）は、宮崎県串間市を通る一般県道である。

## 概要

### 路線データ
- 起点：串間市大字本城（高畑山）
- 終点：串間市大字本城（国道448号交点）

## 歴史
- 1959年（昭和34年）6月1日 - 宮崎県告示第226号[1]により路線認定される。当時の整理番号は142。

## 地理

### 通過する自治体
- 串間市

### 交差する道路
| 交差する道路            | 交差する場所 | 交差する場所 |
| ----------------------- | ------------ | ------------ |
| 宮崎県道439号市木南郷線 | 大字市木     |              |
| 国道448号               | 大字本城     | 終点         |

### 沿線
- 航空自衛隊高畑山分屯基地